# 東京都第18区
東京都第18区（とうきょうとだい18く）は、日本の衆議院議員総選挙における選挙区。1994年（平成6年）の公職選挙法改正で設置。2002年（平成14年）に一部区割りの見直しが行われた。

## 区域

### 現在の区域
2022年（令和4年）公職選挙法改正以降の区域は以下のとおりである。府中市は新設の30区に移行し、19区から西東京市が入った。
- 武蔵野市
- 小金井市
- 西東京市

### 2002年から2022年までの区域
2002年（平成14年）公職選挙法改正から2022年の小選挙区改定までの区域は以下のとおりである。2002年の区割変更により、府中市が22区から本区に、三鷹市が本区から22区に移行した。
- 武蔵野市
- 府中市
- 小金井市

### 2002年以前の区域
1994年（平成6年）公職選挙法改正から2002年の小選挙区改定までの区域は以下のとおりである。
- 武蔵野市
- 三鷹市
- 小金井市

## 歴史
小選挙区制導入以降、民主党の菅直人が安定して10万票以上を獲得し、連続5回当選していた。2003年には旧民主党結党当時の同僚で、民主党副代表だった鳩山邦夫が自民党復党後に国替えし、小選挙区では大差で敗れたが比例で復活当選した。2005年の総選挙では武蔵野市長を辞した土屋正忠が立候補し、以降は「土菅戦争」として毎回熾烈な選挙戦が繰り返されていた。2005年は自民党への追い風が強まる中で菅が7,837票差で勝利。民主党として都内で唯一小選挙区の議席を守った（土屋も比例東京ブロックで復活し初当選）。2009年は民主党への追い風に乗った菅が土屋に比例復活を許さない圧勝を収めた。菅は民主党政権で財務大臣や内閣総理大臣を歴任したが、2012年の総選挙では菅の首相時代に起きた東日本大震災・福島第一原子力発電所事故発生時の対応における批判と民主党への逆風が合わさったことで、土屋が1万票以上の差を付けて初めて菅を破り、菅は重複立候補していた比例東京ブロックの最下位に投票日翌日に日付が変わって辛くも滑り込み復活当選した。2014年の総選挙では、土屋が前回よりも更に差を広げて小選挙区当選。菅は、前回同様に投票日翌日になってから比例東京ブロック最下位で復活当選となった。
2017年の第48回衆議院議員総選挙では、選挙直前になって結成された立憲民主党に移籍した菅が事前の情勢調査では劣勢の報道もあった中これを覆す1,046票差で激戦を制し小選挙区の議席を8年ぶりに奪還。75歳だった土屋は比例東京ブロックに重複立候補できなかったため落選した 。
2021年の第49回衆議院議員総選挙に土屋は出馬せず、「土菅戦争」は3勝2敗で菅が勝ち越す結果となった。代わって菅と共に嘗ては民主党に所属していたが自民党に入党し、候補者調整によって21区より鞍替えして立候補した長島昭久との対決になったが、菅が6,210票差で選挙区での議席を守り、長島は比例復活となった。
2024年の第50回衆議院議員総選挙では菅が引退し、長島は小選挙区の区割り変更により設置された東京30区に鞍替え出馬をしたため、菅の後継者となった前武蔵野市長で立民新人の松下玲子と元農林水産省職員で自民新人の福田かおるら四人の新人による選挙戦となった。結果は福田が2,182票差の接戦を制し、初当選。松下は比例で復活当選となった。

## 選出議員
| 選挙名                 | 年     | 当選者     | 党派           |
| ---------------------- | ------ | ---------- | -------------- |
| 第41回衆議院議員総選挙 | 1996年 | 菅直人     | 民主党         |
| 第42回衆議院議員総選挙 | 2000年 | 菅直人     | 民主党         |
| 第43回衆議院議員総選挙 | 2003年 | 菅直人     | 民主党         |
| 第44回衆議院議員総選挙 | 2005年 | 菅直人     | 民主党         |
| 第45回衆議院議員総選挙 | 2009年 | 菅直人     | 民主党         |
| 第46回衆議院議員総選挙 | 2012年 | 土屋正忠   | 自由民主党     |
| 第47回衆議院議員総選挙 | 2014年 | 土屋正忠   | 自由民主党     |
| 第48回衆議院議員総選挙 | 2017年 | 菅直人     | 立憲民主党(旧) |
| 第49回衆議院議員総選挙 | 2021年 | 菅直人     | 立憲民主党(新) |
| 第50回衆議院議員総選挙 | 2024年 | 福田かおる | 自由民主党     |

## 選挙結果
時の内閣：第1次石破内閣 解散日：2024年10月9日 公示日：2024年10月15日
当日有権者数：39万9175人 最終投票率：60.13%（前回比：0.27%） （全国投票率：53.85%（2.08%））
| 当落 | 候補者名   | 年齢 | 所属党派   | 新旧 | 得票数   | 得票率 | 惜敗率 | 推薦・支持 | 重複 |
| ---- | ---------- | ---- | ---------- | ---- | -------- | ------ | ------ | ---------- | ---- |
| 当   | 福田かおる | 39   | 自由民主党 | 新   | 99,002票 | 42.34% | ――     | 公明党推薦 | ◯    |
| 比当 | 松下玲子   | 54   | 立憲民主党 | 新   | 96,820票 | 41.41% | 97.80% |            | ◯    |
|      | 徳永由紀子 | 47   | 参政党     | 新   | 19,496票 | 8.34%  | 19.69% |            |      |
|      | 樋口亮     | 37   | 日本共産党 | 新   | 18,512票 | 7.92%  | 18.70% |            |      |

時の内閣：第1次岸田内閣 解散日：2021年10月14日 公示日：2021年10月19日
当日有権者数：44万4924人 最終投票率：59.86%（前回比：4.03%） （全国投票率：55.93%（2.25%））
| 当落 | 候補者名 | 年齢 | 所属党派   | 新旧 | 得票数    | 得票率 | 惜敗率 | 推薦・支持 | 重複 |
| ---- | -------- | ---- | ---------- | ---- | --------- | ------ | ------ | ---------- | ---- |
| 当   | 菅直人   | 75   | 立憲民主党 | 前   | 122,091票 | 47.12% | ――     |            | ◯    |
| 比当 | 長島昭久 | 59   | 自由民主党 | 前   | 115,881票 | 44.72% | 94.91% | 公明党推薦 | ◯    |
|      | 子安正美 | 71   | 無所属     | 新   | 21,151票  | 8.16%  | 17.32% |            | ×    |

時の内閣：第3次安倍第3次改造内閣 解散日：2017年9月28日 公示日：2017年10月10日
当日有権者数：43万6431人 最終投票率：55.83%（前回比：1.6%） （全国投票率：53.68%（1.02%））
| 当落 | 候補者名 | 年齢 | 所属党派   | 新旧 | 得票数   | 得票率 | 惜敗率 | 推薦・支持 | 重複 |
| ---- | -------- | ---- | ---------- | ---- | -------- | ------ | ------ | ---------- | ---- |
| 当   | 菅直人   | 71   | 立憲民主党 | 前   | 96,713票 | 40.73% | ――     |            | ◯    |
|      | 土屋正忠 | 75   | 自由民主党 | 前   | 95,667票 | 40.29% | 98.92% | 公明党推薦 |      |
|      | 鴇田敦   | 51   | 希望の党   | 新   | 45,081票 | 18.98% | 46.61% |            | ◯    |

- 鴇田は第49回は千葉5区から国民民主党公認で立候補したが落選。

時の内閣：第2次安倍改造内閣 解散日：2014年11月21日 公示日：2014年12月2日
当日有権者数：42万304人 最終投票率：57.43%（前回比：7.59%） （全国投票率：52.66%（6.66%））
| 当落 | 候補者名 | 年齢 | 所属党派   | 新旧 | 得票数    | 得票率 | 惜敗率 | 推薦・支持 | 重複 |
| ---- | -------- | ---- | ---------- | ---- | --------- | ------ | ------ | ---------- | ---- |
| 当   | 土屋正忠 | 72   | 自由民主党 | 前   | 106,143票 | 45.81% | ――     | 公明党推薦 | ○    |
| 比当 | 菅直人   | 68   | 民主党     | 前   | 89,877票  | 38.79% | 84.68% |            | ○    |
|      | 結城亮   | 44   | 日本共産党 | 新   | 35,699票  | 15.41% | 33.63% |            |      |

時の内閣：野田第3次改造内閣 解散日：2012年11月16日 公示日：2012年12月4日 最終投票率：65.02%（前回比：3.22%） （全国投票率：59.32%（9.96%））
| 当落 | 候補者名   | 年齢 | 所属党派     | 新旧 | 得票数   | 得票率 | 惜敗率 | 推薦・支持 | 重複 |
| ---- | ---------- | ---- | ------------ | ---- | -------- | ------ | ------ | ---------- | ---- |
| 当   | 土屋正忠   | 70   | 自由民主党   | 元   | 84,078票 | 32.22% | ――     |            | ○    |
| 比当 | 菅直人     | 66   | 民主党       | 前   | 73,942票 | 28.33% | 87.94% |            | ○    |
|      | 横粂勝仁   | 31   | 無所属       | 前   | 44,828票 | 17.18% | 53.32% |            | ×    |
|      | 五十嵐勝哉 | 45   | 日本維新の会 | 新   | 28,837票 | 11.05% | 34.30% |            | ○    |
|      | 杉村康之   | 43   | 日本未来の党 | 新   | 15,873票 | 6.08%  | 18.88% |            | ○    |
|      | 柳孝義     | 51   | 日本共産党   | 新   | 13,419票 | 5.14%  | 15.96% |            |      |

- 横粂は第45回は民主党公認で神奈川11区から立候補、比例南関東ブロックで復活当選した。

時の内閣：麻生内閣 解散日：2009年7月21日 公示日：2009年8月18日
当日有権者数：40万9067人 最終投票率：68.24%（前回比：0.2%） （全国投票率：69.28%（1.77%））
| 当落 | 候補者名   | 年齢 | 所属党派   | 新旧 | 得票数    | 得票率 | 惜敗率 | 推薦・支持 | 重複 |
| ---- | ---------- | ---- | ---------- | ---- | --------- | ------ | ------ | ---------- | ---- |
| 当   | 菅直人     | 62   | 民主党     | 前   | 163,446票 | 59.46% | ――     |            | ○    |
|      | 土屋正忠   | 67   | 自由民主党 | 前   | 88,325票  | 32.13% | 54.04% |            | ○    |
|      | 小泉民未嗣 | 31   | 日本共産党 | 新   | 21,004票  | 7.64%  | 12.85% |            |      |
|      | 森香樹     | 62   | 幸福実現党 | 新   | 2,087票   | 0.76%  | 1.28%  |            |      |

- 小泉は第46回は東京19区から立候補し落選した。また2011年には小金井市市長選挙に無所属で立候補したが落選。

時の内閣：第2次小泉改造内閣 解散日：2005年8月8日 公示日：2005年8月30日 最終投票率：68.04% （全国投票率：67.51%（7.65%））
| 当落 | 候補者名 | 年齢 | 所属党派   | 新旧 | 得票数    | 得票率 | 惜敗率 | 推薦・支持 | 重複 |
| ---- | -------- | ---- | ---------- | ---- | --------- | ------ | ------ | ---------- | ---- |
| 当   | 菅直人   | 58   | 民主党     | 前   | 126,716票 | 47.43% | ――     |            | ○    |
| 比当 | 土屋正忠 | 63   | 自由民主党 | 新   | 118,879票 | 44.50% | 93.82% |            | ○    |
|      | 宮本徹   | 33   | 日本共産党 | 新   | 21,542票  | 8.06%  | 17.00% |            |      |

- 宮本は第46回、第47回は比例東京ブロック単独で立候補。第47回で当選。第48回以降は東京20区に立候補し、比例で復活当選している。

時の内閣：第1次小泉第2次改造内閣 解散日：2003年10月10日 公示日：2003年10月28日 （全国投票率：59.86%（2.63%））
| 当落 | 候補者名 | 年齢 | 所属党派   | 新旧 | 得票数    | 得票率 | 惜敗率 | 推薦・支持 | 重複 |
| ---- | -------- | ---- | ---------- | ---- | --------- | ------ | ------ | ---------- | ---- |
| 当   | 菅直人   | 57   | 民主党     | 前   | 139,195票 | 58.35% | ――     |            |      |
| 比当 | 鳩山邦夫 | 55   | 自由民主党 | 前   | 83,337票  | 34.94% | 59.87% |            | ○    |
|      | 小林幹典 | 37   | 日本共産党 | 新   | 16,010票  | 6.71%  | 11.50% |            |      |

- 鳩山は第41回は民主党公認候補として2区から立候補し当選。その後、都知事選に立候補して落選後に自民党へ復党し、第42回では比例東京ブロックで比例単独で当選。第44回以降は福岡6区に国替え。

時の内閣：第1次森内閣 解散日：2000年6月2日 公示日：2000年6月13日 （全国投票率：62.49%（2.84%））
| 当落 | 候補者名 | 年齢 | 所属党派   | 新旧 | 得票数    | 得票率 | 惜敗率 | 推薦・支持 | 重複 |
| ---- | -------- | ---- | ---------- | ---- | --------- | ------ | ------ | ---------- | ---- |
| 当   | 菅直人   | 53   | 民主党     | 前   | 114,750票 | 56.15% | ――     |            | ○    |
|      | 片岡久議 | 32   | 自由民主党 | 新   | 49,740票  | 24.34% | 43.35% |            | ○    |
|      | 戸田定彦 | 57   | 日本共産党 | 新   | 21,900票  | 10.72% | 19.08% |            |      |
|      | 金森隆   | 31   | 自由党     | 新   | 16,467票  | 8.06%  | 14.35% |            | ○    |
|      | 金子遊   | 25   | 自由連合   | 新   | 1,521票   | 0.74%  | 1.33%  |            |      |

時の内閣：第1次橋本内閣 解散日：1996年9月27日 公示日：1996年10月8日 （全国投票率：59.65%（8.11%））
| 当落 | 候補者名 | 年齢 | 所属党派   | 新旧 | 得票数    | 得票率 | 惜敗率 | 推薦・支持 | 重複 |
| ---- | -------- | ---- | ---------- | ---- | --------- | ------ | ------ | ---------- | ---- |
| 当   | 菅直人   | 50   | 民主党     | 前   | 116,910票 | 62.45% | ――     |            | ○    |
|      | 金森隆   | 28   | 新進党     | 新   | 24,245票  | 12.95% | 20.74% |            |      |
|      | 大久保力 | 57   | 自由民主党 | 新   | 23,566票  | 12.59% | 20.16% |            | ○    |
|      | 戸田定彦 | 53   | 日本共産党 | 新   | 22,488票  | 12.01% | 19.24% |            |      |

- 大久保は第16回参議院議員通常選挙においてモーター新党公認で立候補し、落選している。
- 当時、菅は第1次橋本内閣で厚生大臣として薬害エイズ事件や病原性大腸菌集団感染問題やらい予防法の廃止に対応していた。